# Heta (lettera)
Lo heta, maiuscolo Ͱ, minuscolo ͱ, è una lettera scomparsa dell'alfabeto greco. Come indica il suo nome, è il segno che esprime foneticamente il suono /h/ in alcuni alfabeti greci.
| Forma | Codice | Nome                   |
| ----- | ------ | ---------------------- |
| Ͱ     | U+0370 | LETTERA MAIUSCOLA HETA |
| ͱ     | U+0371 | LETTERA MINUSCOLA HETA |